# Mynoparmena dilata
Mynoparmena dilata is een keversoort uit de familie boktorren (Cerambycidae). De wetenschappelijke naam van de soort is voor het eerst geldig gepubliceerd in 1926 door Aurivillius.